# Ohařice
Ohařice jsou obec v okrese Jičín v Královéhradeckém kraji. Leží zhruba sedm kilometrů západně od Jičína. Leží v Jičínské pahorkatině (podcelek Turnovská pahorkatina, okrsek Vyskeřská vrchovina); v katastru obce se zdvihají vulkanické vrchy Dubolka (379 metrů) a Houser (388 metrů). Ohařicemi probíhá silnice I/16, spojující Jičín se Sobotkou a Mladou Boleslaví.
Žije zde 82 obyvatel.

## Historie
První písemná zmínka o obci pochází z roku 1543.

## Obyvatelstvo
| Rok            | 1869 | 1880 | 1890 | 1900 | 1910 | 1921 | 1930 | 1950 | 1961 | 1970 | 1980 | 1991 | 2001 | 2011 | 2021 |
| -------------- | ---- | ---- | ---- | ---- | ---- | ---- | ---- | ---- | ---- | ---- | ---- | ---- | ---- | ---- | ---- |
| Počet obyvatel | 257  | 253  | 244  | 234  | 229  | 212  | 209  | 154  | 130  | 114  | 78   | 60   | 62   | 68   | 73   |
| Počet domů     | 34   | 38   | 43   | 45   | 47   | 49   | 52   | 51   | 42   | 37   | 33   | 40   | 44   | 48   | 44   |

## Obecní správa
Mezi lety 1850–1960 byly Ohařice obcí v okrese Jičín (1850–1930), posléze v okrese Mnichovo Hradiště (1950) a později opět v okrese Jičín. V letech 1960–1990 patřily jako část obce k Samšině a od 24. listopadu 1990 jsou opět samostatnou obcí.

## Pamětihodnosti
- Přírodní památka Dubolka
- Přírodní památka Rybník Jíkavec
- Kaple Nejsvětější Trojice